# カヴァラ (ギリシャ)
カヴァラ（ギリシア語: Καβάλα / Kavala）は、ギリシャ共和国東マケドニア・トラキア地方の都市。カヴァラ県の県都である。東マケドニア地方を代表する港湾都市であり、約6万の人口を擁する。北部ギリシャではテッサロニキ都市圏に次ぐ第二の都市である。

## 地理

### 位置・広がり
カヴァラ湾に面する。沖合にはタソス島が浮かぶ。

### 主要な都市・集落
エピダウロス市域に含まれる2000人以上の集落は以下の通り（人口は2001年国勢調査時点）。
- カヴァラ（Καβάλα : カヴァラ地区） - 58,663人
- クリニデス（Κρηνίδες : フィリッピ地区） - 3,295人
- ネア・カルヴァリ（Νέα Καρβάλη : カヴァラ地区） - 2,244人

- カヴァラ

## 歴史

### 古代・中世
カヴァラはおよそ紀元前6世紀、パロス島からの移住者によってつくられた。彼らは新しい都市を意味するネアポリス（Neapolis）と呼んだ。ネアポリスはマケドニアの町で、ピリッポイの港であった。おそらく、ダトゥム（Datum）と同じ場所にあったと推測される。ダトゥムは有名な金鉱、海港で、ストラボンは町について精通していた。しかしカリア出身の冒険家シラクスは、ネアポリスとダトゥムを区別していた。彼はダトゥムはアテナイの植民地であったと加えており、彼の文献にあるダトゥムは真実だということにはならなかった。彼の文献の真の意味は、ネアポリスは、ダトゥムをつくったアテナイ人たちの植民地だったということだったのだろう。ゼノビウスとエウスタティウスはどちらも、ダトゥムはタソス島の植民地だったと断言している。タソス人はこの沿岸部にいくつかの植民地を持っていたことから、可能である。もしネアポリスがアテナイ人の定住地なら、その建設はアンフィポリス（en:Amphipolis）より後だったと推測される。ネアポリスは古代に硬貨も鋳造していた。
紀元前168年、共和政ローマの市となり、フィリッピの戦い以前の紀元前42年にはマルクス・ユニウス・ブルートゥスとガイウス・カッシウス・ロンギヌスの基盤となった。使徒パウロはヨーロッパへの最初の航海の際、カヴァラへ上陸した。東ローマ帝国時代、町はクリストーポリス（Christoupolis）とギリシャ人から呼ばれ、地元のブルガリア人からはモルネツ（Morunets）と呼ばれていた。 

### 近世

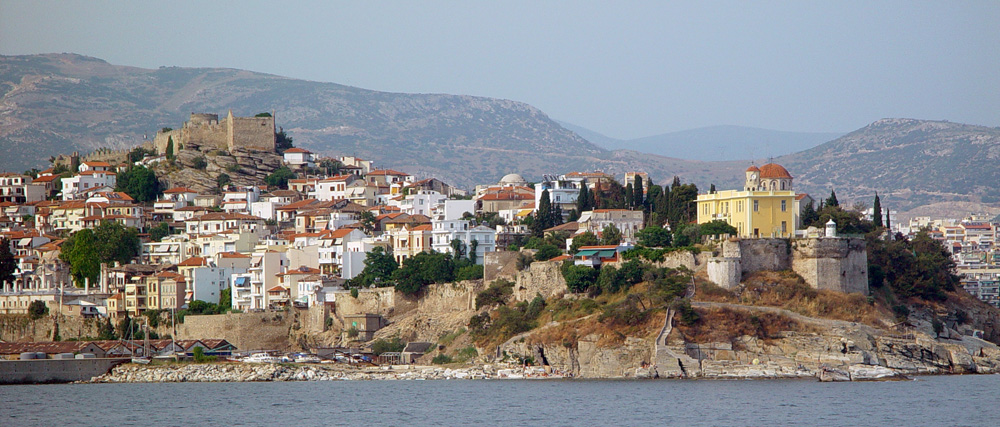
海から見た旧市街

カヴァラは1371年から1912年まで、オスマン帝国の一部だった。16世紀半ば、スレイマン1世のギリシャ人大宰相イブラヒム・パシャは、水道の建設によってカヴァラの成長と繁栄に貢献した。オスマン帝国は、パナギアの丘にある東ローマ帝国時代の要塞を拡張した。どちらも今日、市の象徴となっている。
1952年までエジプトを治めたムハンマド・アリー朝の創建者、ムハンマド・アリーは、1769年にカヴァラで生まれた。彼の生家は博物館として保存されている。

## 社会

### 人口推移
| 年     | 人口   | 変動            | 基礎自治体の人口 | 変化             | 人口密度 |
| ------ | ------ | --------------- | ---------------- | ---------------- | -------- |
| 1981年 | 56,705 | -               | -                | -                | -        |
| 1991年 | 56,571 | -134 or -0.24%  | 60,187           | -                | -        |
| 2001年 | 58,663 | +2,092 or +3.7% | 63,293           | +3,106 or +5.16% | 566/km²  |

## 行政区画

### 自治体（ディモス）

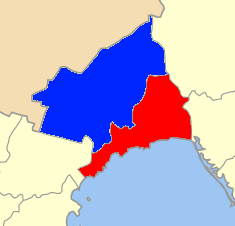
カヴァラ市

カヴァラ市（Δήμος Καβάλας）は、東マケドニア・トラキア地方カヴァラ県に属する基礎自治体（ディモス）である。
2010年に行われた地方制度改革（カリクラティス改革）にともない、2011年1月1日付で旧カヴァラ市と旧フィリッピ市が合併し、新たな自治体としてカヴァラ市が発足した。旧自治体は新自治体を構成する行政区（ディモティキ・エノティタ）として位置づけられた。
|   | 旧自治体   | 綴り     | 政庁所在地      | 面積 Km² | 人口   |
| - | ---------- | -------- | --------------- | -------- | ------ |
| 1 | カヴァラ   | Καβάλα   | カヴァラ (el)   | 112.6    | 63,293 |
| 2 | フィリッピ | Φίλιπποι | クリニデス (el) | *        | 10,827 |

### 旧自治体（ディモティキ・エノティタ）
カリクラティス改革以前の旧カヴァラ市にあたるカヴァラ地区（Δημοτική Ενότητα Καβάλας）は、以下のキノティタ（都市域・村落）および都市・集落から構成される。
表中の Δ.δ. は Δημοτικό διαμέρισμα の略であり、カポディストリアス改革による統廃合（1999年1月施行）以前の旧自治体に由来する区画である。[　] 内は人口（2001年国勢調査）を示す。
| - Δ.δ. Καβάλας カヴァラ [ 60.802 ] - η Καβάλα カヴァラ [ 58.663 ] - ο Άγιος Σίλας [ 64 ] - η Άσπρη Άμμος [ 92 ] - το Παλιό Τσιφλίκι [ 1.848 ] - το Σανατόριο [ 135 ] | - Δ.δ. Νέας Καρβάλης [ 2.301 ] - η Νέα Καρβάλη [ 2.244 ] - η Άνω Λεύκη [ 10 ] - η Λεύκη [ 47 ] - Δ.δ. Χαλκερού - το Χαλκερό [ 190 ] |

### 市内の行政区画
| - Κέντρο ケンドロ - Αγία Βαρβάρα アギア ヴァルヴァラ - Άγιος Αθανάσιος アギオス アタナシオス - Άγιος Ιωάννης アギオス イオアンニス - Άγιος Λουκάς アギオス ルカス - Χίλια ヒリャ - Καλαμίτσα カラミツァ - Νεάπολη ネアポリ | - Παναγία パナギア - Περιγιάλι ペリヤリ - Ποταμούδια ポタムデャ - Προφήτης Ηλίας プロフィティス イリアス - Τίμιος Σταυρός ティミオス スタヴロス - Βύρωνας ヴィロナス - Δεξαμενή デクサメニ |

## 交通

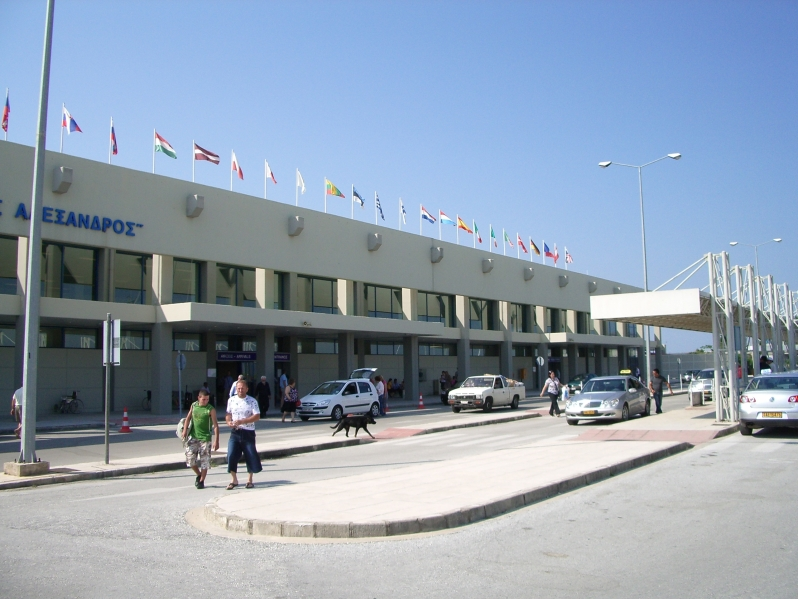
カヴァラ空港

### 道路
〔　〕内の地名はペリフェリア外を示す。
欧州自動車道路
- E90号線 (en)  : 〔…  - テッサロニキ〕 - カヴァラ - 〔アレクサンドルーポリ - フェレス - …〕

主要な高速道路・自動車道路
- A2号線 (en)  : 〔… - テッサロニキ〕 - カヴァラ - 〔アレクサンドルーポリ〕
- GR-2号線 (en)  : 〔… - テッサロニキ〕  - カヴァラ - 〔アレクサンドルーポリ - フェレス〕

### 空港
- カヴァラ国際空港（英語版）

カヴァラ国際空港は「アレクサンドロス大王空港」の名を持つ。カヴァラ市街からは東に離れたネストス市域に位置する。

### 港湾
- カヴァラ港

## 文化・観光
- 中世の城は町を見下ろす丘の上にある。町のかつての要塞群は今も広く見られ、特に海岸と向かい合った部分に多い
- カヴァラFC　-　地元を本拠地とするプロ・サッカークラブ
- コスモポリス国際フェスティヴァル　-　ギリシャ最大級の民族フェスティヴァル

### 郵便切手

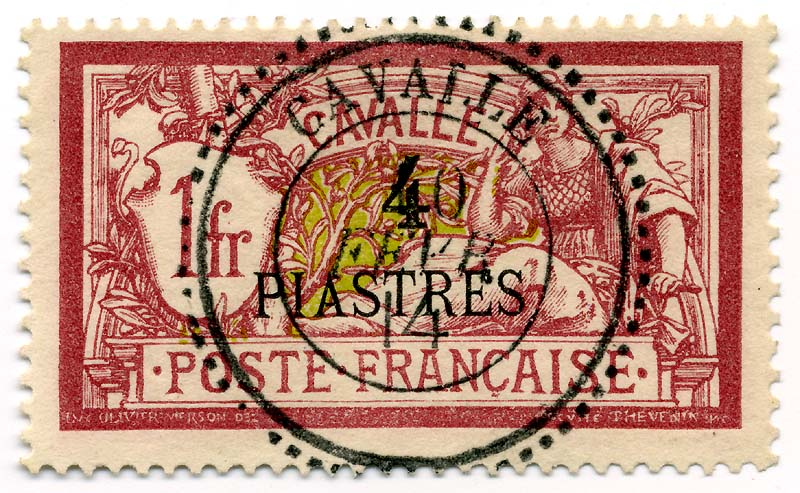
Cavalleの字が入った4ピアストル切手

1893年から1903年の間、カヴァラ市内にフランスの郵便局があり自前の郵便切手を発行していた。最初の切手はフランスの切手にCavalle（カヴァラのフランス語名）と通貨ピアストルの字を重ね刷りしたものであった。

## 姉妹都市
- ニュルンベルク（ドイツ）
- グラディシュカ（ボスニア・ヘルツェゴビナ）
- テキルダー（トルコ）

## 著名な出身者
- コンスタンティノス・ミトログル　-　プロサッカー選手
- テオドロス・ザゴラキス　-　元サッカーギリシャ代表主将
- デスピナ・ヴァンディ　-　歌手
- ムハンマド・アリー - ムハンマド・アリー朝の初代君主
- イブラーヒーム・パシャ - ムハンマド・アリー朝の第2代君主